# Coverture
Coverture var en juridisk term i engelsk common law härlett från franska språkets couverture ("övertäckt"), som beskrev en gift kvinnas rättsliga ställning som omyndig under sin makes förmynderskap.

## Historik
Systemet med Coverture, som delade in kvinnor i feme sole och feme covert, utvecklades i England under Henrik II:s regeringstid (1154-1189). Franska var då den engelska adelns språk och ursprung sedan den normandiska erövringen. Coverture gav skilda rättigheter till ogifta och gifta kvinnor. 

### Feme sole
Vuxna ogifta kvinnor (inklusive änkor), som kallades feme sole, hade laglig rätt att ärva, äga och förfoga över egendom, kunde upprätta kontrakt, och var myndiga i laglig mening. 

### Feme covert
En gift kvinna, feme covert, blev så snart hon gifte sig omyndig och uppgick i rättsligt avseende med sin make: efter vigseln upphävdes hennes separata rättsliga ställning och hennes existens ansågs sammansmält med hennes makes i enlighet med förväntningen att en make skulle försörja och beskydda sin hustru. En gift kvinna kunde formellt sett inte ärva, äga eller förfoga över egendom. I samma stund hon gifte sig övergick hennes egendom automatiskt till hennes make; om hon ärvde något överfördes detta arv automatiskt på hennes make, och hennes eventuella lön gick in på hennes makes konto snarare än hennes. I rättsligt avseende blev en gift kvinna i många avseenden "osynlig"; även i de fall hon arbetade och drev en affärsverksamhet, utfärdades tillståndet för hennes verksamhet till hennes make snarare än henne, och inkomsten gick till hennes make, vilket innebär att hon själv inte lämnade några juridiska spår i rättsliga dokument. 
En make var förmyndare för både sin hustru och sina barn. 
Denna lag kunde i praktiken kringgås. Ett äktenskapskontrakt eller ett äktenskapsförord kunde upprättas före giftermålet (när kvinnan fortfarande var myndig), som stipulerade att kvinnan skulle få förfoga över sin egendom även som gift, och därmed upphäva lagen i individuella fall. 
Coverturesystemet var i stora drag gemensamt för hela Europa, men termen coverture var brittisk och samma lag överfördes till brittiska kolonier som USA, Kanada och Australien. 

### Avskaffande
Under mitten av 1800-talet ifrågasattes lagen som orättvis och tyrannisk av den framväxande kvinnorörelsen och dess avskaffande var ett av målen för den första vågens feminism. En serie reformer i engelsktalande länder, ofta kallade Married Women's Property Act, genomfördes under andra hälften av 1800-talet som underminerade, försvagade och slutligen avskaffade coverture-lagarna och gradvis jämställde gifta och ogifta kvinnors rättigheter. 
I Storbritannien avskaffades coverturelagen genom en serie reformer 1870-1893: Married Women's Property Act 1870
tillät gifta kvinnor att ärva och äga egendom och motta lön i eget namn; Married Women's Property Act 1882 tillät gifta kvinnor att förfoga över sin egendom utan makens tillstånd; Married Women's Property Act 1884 tillät gifta kvinnor att uppträda i domstol och bli en egen juridisk person; och Married Women's Property Act 1893 avskaffade i praktiken coverturelagen genom att jämställa gifta kvinnors rättigheter med ogifta kvinnors. 
I USA avskaffades coverturelagen gradvis, genom reformer och precedensfall i separata delstater från 1800-talets mitt fram till 1970-talet. 